# Muszkieterzy

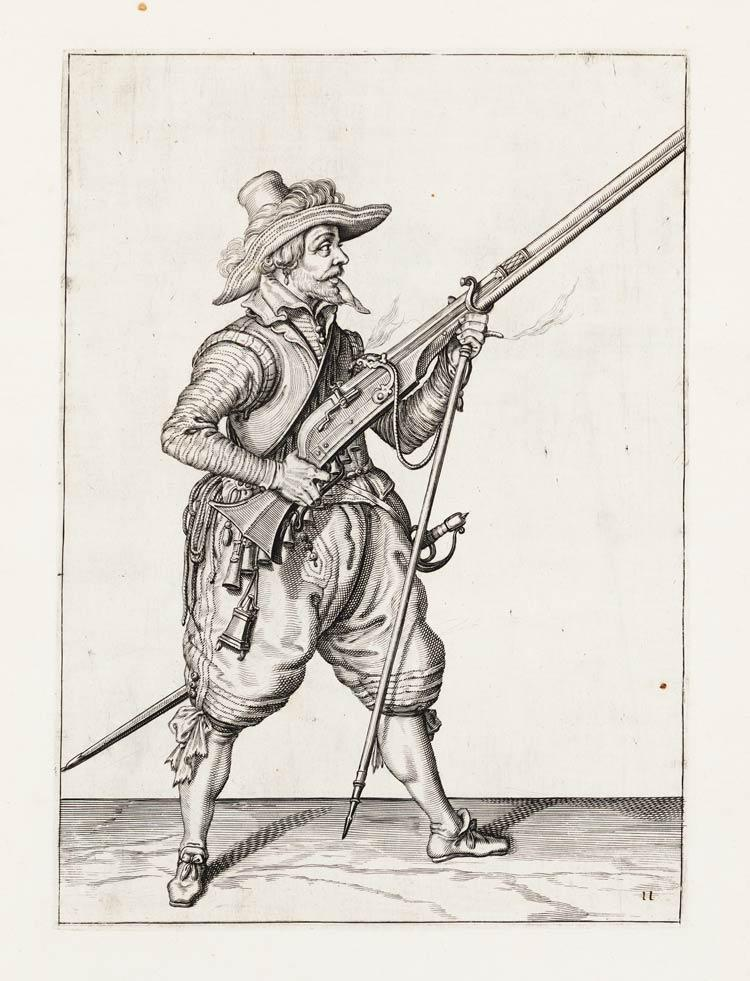
Muszkieter XVII w.

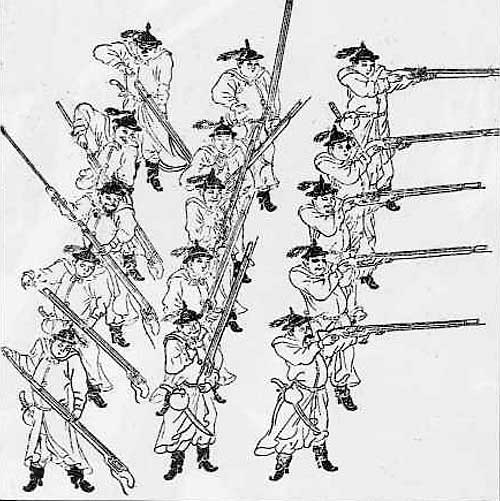
Chińscy muszkieterzy z czasów dynastii Ming

Muszkieterzy (fr. mousquetaires) – formacja piechoty, której podstawowe uzbrojenie stanowiły muszkiety.
Muszkieterzy jako formacja wojskowa występowali w XVI–XVII w. w niemal wszystkich armiach europejskich (również w niektórych azjatyckich). Na ich uzbrojenie składały się muszkiety (w późniejszym okresie również arkebuzy) oraz boczna broń biała (najczęściej rapiery). W czasie prowadzenia ognia, jako podporę dla ciężkiego muszkietu stosowali forkiet (lub rzadziej berdysz). Wyposażani byli w prochownice i/lub bandoliery. Bardzo niska szybkostrzelność ówczesnej broni palnej wymuszała na muszkieterach stosowanie taktyki kontrmarszu i prowadzenia ognia salwowego. Po oddaniu salwy pierwszy szereg przemieszczał się na koniec szyku w celu nabicia broni, dając jednocześnie miejsce do oddania kolejnej salwy drugiemu szeregowi. Rosła dzięki temu intensywność prowadzonego ognia. Ochronę muszkieterów w sytuacji bezpośredniego starcia z kawalerią stanowili pikinierzy uzbrojeni w długie piki. Z uwagi na konieczność posługiwania się skomplikowaną w obsłudze bronią muszkieterzy byli najczęściej formacją zawodową, przeważnie zaciężną. W Polsce od okresu panowania króla Władysława IV były to wojska obcego autoramentu, rekrutujące się z cudzoziemców.
Na przełomie XVII-XVIII w. wraz z unowocześnieniem broni palnej i wprowadzeniem karabinów z bagnetami, utrzymywanie osobnych formacji muszkieterów i pikinierów straciło rację bytu. Zastąpiła ich uniwersalna piechota liniowa szkolona zarówno w strzelectwie, jak i w walce wręcz.

## Muszkieterowie gwardii
W XVII wiecznej Francji oprócz piechoty, słowem „muszkieter” określano także żołnierzy elitarnej kawalerii, która od czasów Ludwika XIII pełniła funkcję przybocznej gwardii królewskiej (tzw. muszkieterowie gwardii). Zaciągano do niej szlachetnie urodzonych mężczyzn. Formację tę spopularyzował Aleksander Dumas w swojej powieści „Trzej muszkieterowie”.